# Chambray

Chambray este o comună în departamentul Eure, Franța. În 1 ianuarie 2022 avea o populație de 396 de locuitori.

## Personalități născute aici
- Zoé-Laure de Chatillon (1826 - 1908), pictoriță.